# Potamites strangulatus
Potamites strangulatus är en ödleart som beskrevs av  Cope 1868. Potamites strangulatus ingår i släktet Potamites och familjen Gymnophthalmidae.

## Underarter
Arten delas in i följande underarter:
- P. s. strangulatus
- P. s. trachodus